# Already Home
Already Home è un singolo del gruppo canadese Thousand Foot Krutch, estratto nel 2010 dall'album Welcome to the Masquerade.
Il singolo è entrato nella classifica Hot Christian Songs della Billboard in posizione numero 35.

## Tema
Il testo parla della fede del gruppo, il quale ritiene che Dio li accompagni in qualsiasi momento. Il tema della fede, infatti, si intuisce proprio dalle parole del brano: "And the trouble with love's / That it's always blind / I am on my knees / 'Cause You're everything I need / And I'm calling out your name" ("E il problema è con l'amore / Che è sempre cieco / Io sono in ginocchio / Perché Tu sei tutto ciò di cui ho bisogno / E sto chiamando il tuo nome")

## Stile
Il brano ha una discreta introduzione lunga 50 secondi, con un intreccio di effetti musicali in riverbero. Dopo la sinfonia iniziale, il brano è così suddiviso:
- Prima strofa: voce accompagnata dal pianoforte
- Ritornello
- Seconda strofa
- Ritornello
- Bridge
- Ritornello

## Formazione
- Trevor McNevan - voce
- Steve Augustine - batteria
- Joel Bruyere - basso
- Pete Stewart - chitarra

## Curiosità
- Carrie Underwood è una grande fan dei TFK; in particolare, le piacciono le canzoni Already Home e Fire It Up.[4][5]